# Villa Mooser-Nef

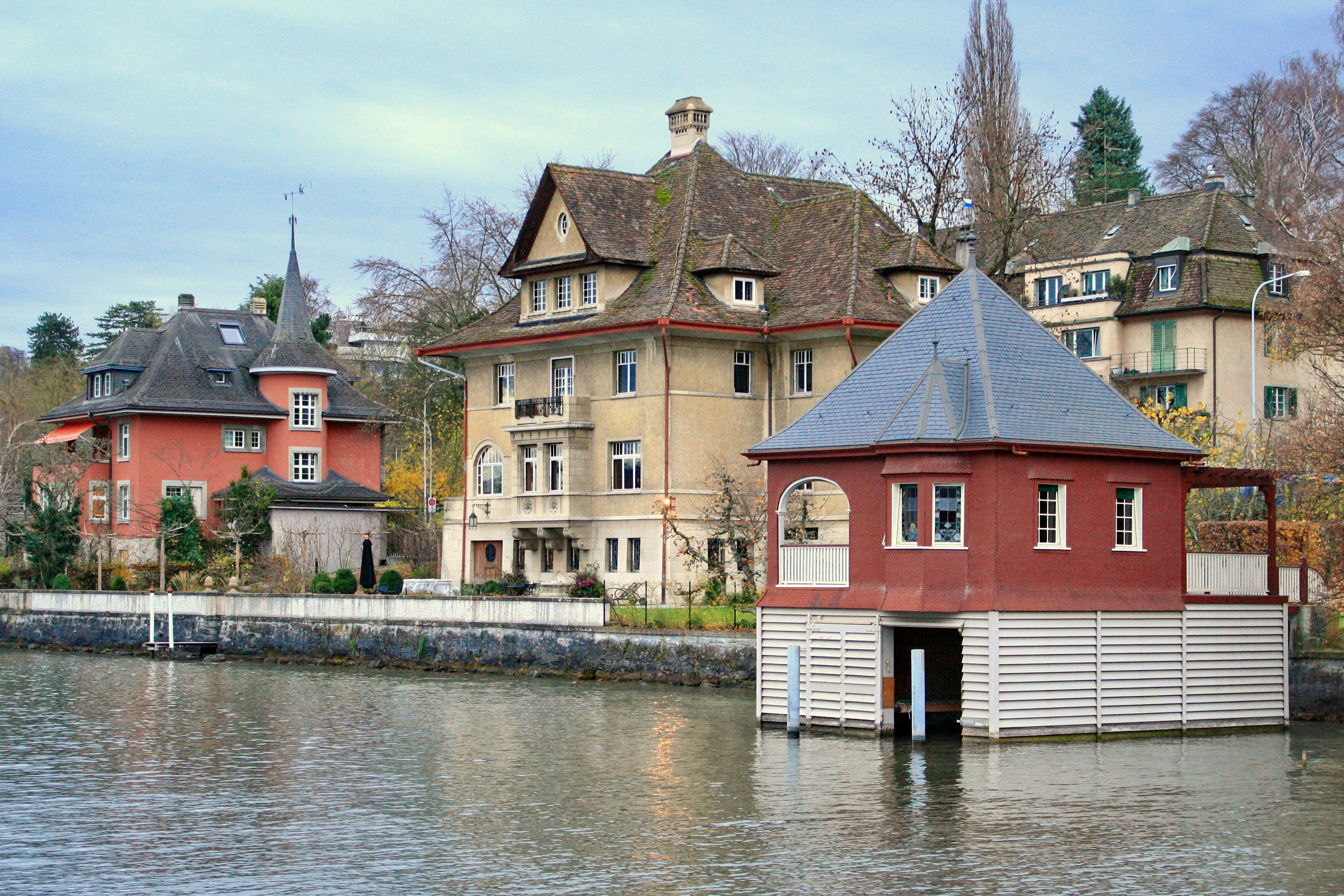
Ansicht von der Roten Fabrik

Die Villa Mooser-Nef (auch: Villa Mooser oder Villa Moser) in Zürich ist ein denkmalgeschütztes Gebäude.
Das Ensemble am Zürichsee, zu dem neben der Villa auch ein Boots- und Badehäuschen gehört, stammt aus den Jahren 1912 (Villa), 1924 (Boots- und Badehaus) sowie 1939 (Garage). Es stellt laut Protokoll des Stadtrates von Zürich vom 6. Juli 2005 für die Stadt Zürich ein seltenes Beispiel vollständig erhaltener bürgerlicher Wohnkultur zu Beginn des letzten Jahrhunderts dar. Ab 2004 wurden Villa und Bootshaus renoviert.
Die Villa war ursprünglich das Eigenheim des Architekten Emil Staehli und wurde vom Architekturbüro Niedermann & Staehli geplant. Benannt ist sie nach der Pfarrersfamilie Mooser-Nef, die seit 1923 in der Villa wohnte.
Das Anwesen in der Seestrasse 431 samt Gebäuden befand sich seit 1990 im Besitz der Stadt Zürich. Es wurde zu einem Preis von 2,5 Millionen Schweizer Franken angekauft, um einen Seeuferweg zwischen der Werft der Zürichsee-Schifffahrtsgesellschaft und dem Bootshafen Wollishofen zu ermöglichen, der dann allerdings doch nicht in vollständiger Länge in der ursprünglich geplanten Form gebaut wurde. Die Villa wurde zunächst noch von den ehemaligen Eigentümerinnen Helena und Elisabeth Mooser, die ein lebenslanges Mietrecht hatten, bewohnt. Nachdem diese Mieterinnen im Jahr 2000 verstorben waren, wurde die Villa an eine Wohngemeinschaft vermietet und später zeitweise von Matthias Hartmann bewohnt. Die derzeitigen Bewohner bezahlten für das Anwesen 3,2 Millionen Schweizer Franken sowie jährlich 250 000 Franken Baurechtszins. Die Nutzung ist auf 60 Jahre, mit zweimaliger Verlängerungsoption um je 15 Jahre, befristet.